# UltraEdit
UltraEdit（原名UltraEdit-32）是跨平台的一套商業性文字編輯器，由IDM Computer Solutions在1994年創造。UltraEdit有很强大的编程功能，支持巨集、語法高亮度顯示和正则表达式等功能，可以編輯超大文件(4GB甚至更多)。檔案在標籤中可以被瀏覽和編輯。UltraEdit也支援以Unicode和hex編輯的模式。官方網站提供30天試用版本的軟體下載。